# 民族出版社
民族出版社（英語：Publishing House of Minority Nationalities）是中华人民共和国北京市的一家出版社，前身是中央人民政府民族事务委员会参事室。位于北京市东城区和平里北街14号。它成立于1953年1月15日。与人民文学出版社、作家出版社等属于国家级综合性出版社。它主要出版少数民族语言书籍。民族出版社拥有21个部门：办公室、总编室、策划部、蒙文室、藏文室、维文室、哈文室、朝文室、汉编一室、汉编二室、审校室、音像部（对外以“民族音像出版社”名义开展工作）、信息中心、出版部、财务部、人事部、发行部、储运部、民族文化书店、经营部和物业服务中心，300余职工。现任总编辑、社长是禹宾熙；副社长、副总编甘玉贵；副总编黄凤显、艾力肯。

## 历任领导
| 任期                 | 职务                       | 姓名（民族）                                                           | 备注 |
| -------------------- | -------------------------- | ---------------------------------------------------------------------- | ---- |
| 1953年1月-1964年1月  | 社长                       | 萨空了（蒙古族）                                                       |      |
| 1953年1月-1964年1月  | 副社长、副总编             | 李鸿范（蒙古族）、德林（锡伯族）                                       |      |
| 1953年1月-1964年1月  | 副社长                     | 翟宜地（维吾尔族）                                                     |      |
| 1953年1月-1964年1月  | 副总编辑                   | 韩道仁（回族）、韩戈鲁、耿炳光、平措旺杰（藏族）、旗海田（蒙古族）     |      |
| 1953年1月-1964年1月  | 党支部书记、党总支书记     | 韩道仁、李鸿范                                                         |      |
| 1964年2月-1969年3月  | 社长、党委书记             | 黑伯理（回族）                                                         |      |
| 1964年2月-1969年3月  | 副社长、副总编辑           | 李鸿范、德林                                                           |      |
| 1964年2月-1969年3月  | 副总编辑                   | 马寅（回族）                                                           |      |
| 1969年3月-1979年9月  | 革委会主任兼党委书记       | 刘长信                                                                 |      |
| 1969年3月-1979年9月  | 革委会副主任、党委副书记   | 黑伯理、任英                                                           |      |
| 1969年3月-1979年9月  | 革委会副主任、副总编辑     | 李鸿范、德林                                                           |      |
| 1969年3月-1979年9月  | 革委会副主任               | 白奎（回族）                                                           |      |
| 1979年9月-1983年2月  | 社长、总编辑、党委书记     | 任英                                                                   |      |
| 1979年9月-1983年2月  | 副社长、副总编辑           | 李鸿范、德林                                                           |      |
| 1979年9月-1983年2月  | 副社长                     | 白奎                                                                   |      |
| 1979年9月-1983年2月  | 副总编辑                   | 鲁生、郝纯一、金万善（朝鲜族）                                         |      |
| 1983年2月-1985年5月  | 社长、党委书记             | 德林（锡伯族）                                                         |      |
| 1983年2月-1985年5月  | 总编辑                     | 金万善                                                                 |      |
| 1983年2月-1985年5月  | 副总编辑                   | 鲁生、郝纯一、乌布利（维吾尔族）                                       |      |
| 1983年2月-1985年5月  | 党委副书记                 | 徐仁秋                                                                 |      |
| 1983年2月-1985年5月  | 顾问                       | 李鸿范                                                                 |      |
| 1985年5月-1987年9月  | 党组书记、总编辑           | 金万善                                                                 |      |
| 1985年5月-1987年9月  | 社长                       | 巴达拉夫（蒙古族）                                                     |      |
| 1985年5月-1987年9月  | 副社长                     | 陈晓如                                                                 |      |
| 1985年5月-1987年9月  | 副总编辑                   | 戴贤（藏族）、艾合买提·帕萨尔、努尔别克（哈萨克族）                    |      |
| 1985年5月-1987年9月  | 机关党委书记               | 巴达拉夫                                                               |      |
| 1987年9月-1992年12月 | 党组书记、总编辑           | 朱英武                                                                 |      |
| 1987年9月-1992年12月 | 社长                       | 巴达拉夫                                                               |      |
| 1987年9月-1992年12月 | 副总编辑                   | 戴贤、艾合买提·帕萨尔、努尔别克、韩寿山（朝鲜族）                      |      |
| 1987年9月-1992年12月 | 副社长                     | 刘志祥（回族）                                                         |      |
| 1987年9月-1992年12月 | 机关党委书记               | 巴达拉夫                                                               |      |
| 1992年12月-2000年3月 | 党组书记、总编辑           | 戴贤                                                                   |      |
| 1992年12月-2000年3月 | 社长                       | 巴达拉夫                                                               |      |
| 1992年12月-2000年3月 | 副总编辑                   | 艾尔买提·帕萨尔、韩寿山、库尔马西（哈萨克族）、阿里木江·沙比提、高建中 |      |
| 1992年12月-2000年3月 | 副社长                     | 朴文哲                                                                 |      |
| 1992年12月-2000年3月 | 机关党委书记               | 巴达拉夫                                                               |      |
| 1992年12月-2000年3月 | 纪委书记                   | 德吉（藏族）                                                           |      |
| 2000年3月-2002年9月  | 社长、党委书记             | 赵建新                                                                 |      |
| 2000年3月-2002年9月  | 副总编辑、党委副书记       | 阿里木江·沙比提                                                        |      |
| 2000年3月-2002年9月  | 副社长                     | 朴文哲                                                                 |      |
| 2000年3月-2002年9月  | 副总编辑                   | 高建中                                                                 |      |
| 2000年3月-2002年9月  | 纪委书记                   | 德吉                                                                   |      |
| 2002年9月-2005年1月  | 社长、党委书记             | 黄忠彩（侗族）                                                         |      |
| 2002年9月-2005年1月  | 总编辑、党委副书记         | 王铁志（蒙古族）                                                       |      |
| 2002年9月-2005年1月  | 副总编辑、党委副书记       | 阿里木江·沙比提                                                        |      |
| 2002年9月-2005年1月  | 副社长                     | 朴文哲                                                                 |      |
| 2002年9月-2005年1月  | 副总编辑                   | 高建中                                                                 |      |
| 2002年9月-2005年1月  | 纪委书记                   | 吴旭                                                                   |      |
| 2005年1月至今        | 社长、党委书记、总编辑     | 禹宾熙                                                                 |      |
| 2005年1月至今        | 副社长、党委副书记、副总编 | 甘玉贵                                                                 |      |
| 2005年1月至今        | 党委副书记、纪委书记       | 马建                                                                   |      |
| 2005年1月至今        | 副总编辑                   | 黄凤显、艾尔肯                                                         |      |
| 2005年1月至今        | 副社长                     | 李有明、才让加                                                         |      |
| 2005年1月至今        | 党委副书记、纪委书记       | 高磊                                                                   |      |